# جاك لي (موسيقي)
جاك لي هو موسيقي كندي، ولد في 6 ديسمبر 1957 في بورتاج لابريري في كندا.

## وصلات خارجية
- جاك لي على موقع ميوزك برينز (الإنجليزية)
- جاك لي على موقع ديسكوغز (الإنجليزية)